# Hiệp ước cấm vũ khí hạt nhân
Hiệp ước cấm vũ khí hạt nhân là điều ước quốc tế mang tính ràng buộc pháp lý đầu tiên cấm vũ khí hạt nhân nhằm hướng tới giải trừ hạt nhân hoàn toàn. Hiệp ước được thông qua vào ngày 7 tháng 7 năm 2017, được mở ký vào ngày 20 tháng 9 năm 2017 và có hiệu lực vào ngày 22 tháng 1 năm 2021.
Các cuộc đàm phán về hiệp ước bắt đầu tại Liên Hợp Quốc vào tháng 3 năm 2017 và tiếp tục từ ngày 15 tháng 6 đến ngày 7 tháng 7 năm 2017, theo một nhiệm vụ được Đại hội đồng Liên Hợp Quốc thông qua vào tháng 12 năm 2016. Văn bản của hiệp ước đã được thông qua trong một cuộc bỏ phiếu gần như nhất trí vào ngày 7 tháng 7 năm 2017, trong đó có 124 trong số 193 thành viên của Liên Hợp Quốc tham gia. Hội nghị dẫn tới hiệp ước này chủ yếu bị tẩy chay bởi tất cả các quốc gia có vũ khí hạt nhân, cũng như của tất cả các thành viên NATO, ngoại trừ Hà Lan, đã bỏ phiếu chống lại hiệp ước này.

## Tổng quan
Hiệp ước cấm vũ khí hạt nhân, theo những người đề xướng của nó, sẽ tạo thành một "cam kết chính trị rõ ràng" để đạt được và duy trì một thế giới không vũ khí hạt nhân. Tuy nhiên, không giống như một "quy ước vũ khí hạt nhân" toàn diện, nó sẽ không bao gồm tất cả các biện pháp pháp lý và kỹ thuật cần thiết để đạt được mục đích loại bỏ. Những điều khoản này thay vào đó sẽ là chủ đề của các cuộc đàm phán tiếp theo, cho phép thỏa thuận ban đầu được ký kết tương đối nhanh chóng, và nếu cần thiết mà không có sự tham gia của các quốc gia có vũ khí hạt nhân.
Những người ủng hộ hiệp ước cấm này tin rằng nó sẽ giúp "bêu xấu" vũ khí hạt nhân, và là "chất xúc tác" để loại bỏ. Khoảng hai phần ba các quốc gia trên thế giới đã cam kết làm việc cùng nhau để "lấp khoảng trống luật pháp" trong chế độ quốc tế hiện hành về vũ khí hạt nhân  và xem hiệp ước cấm vũ khí hạt nhân là một lựa chọn để đạt được mục tiêu này.
Vũ khí hạt nhân - không giống như vũ khí hoá học, vũ khí sinh học, mìn chống người và bom, đạn chùm - vẫn chưa bị cấm một cách toàn diện và toàn cầu. Hiệp ước không phổ biến vũ khí hạt nhân (NPT) năm 1968 chỉ bao gồm một phần cấm, và các hiệp định khu vực cấm vũ khí hạt nhân cấm vũ khí hạt nhân chỉ ở một số khu vực địa lý nhất định.

## Lịch sử

### Chuẩn bị

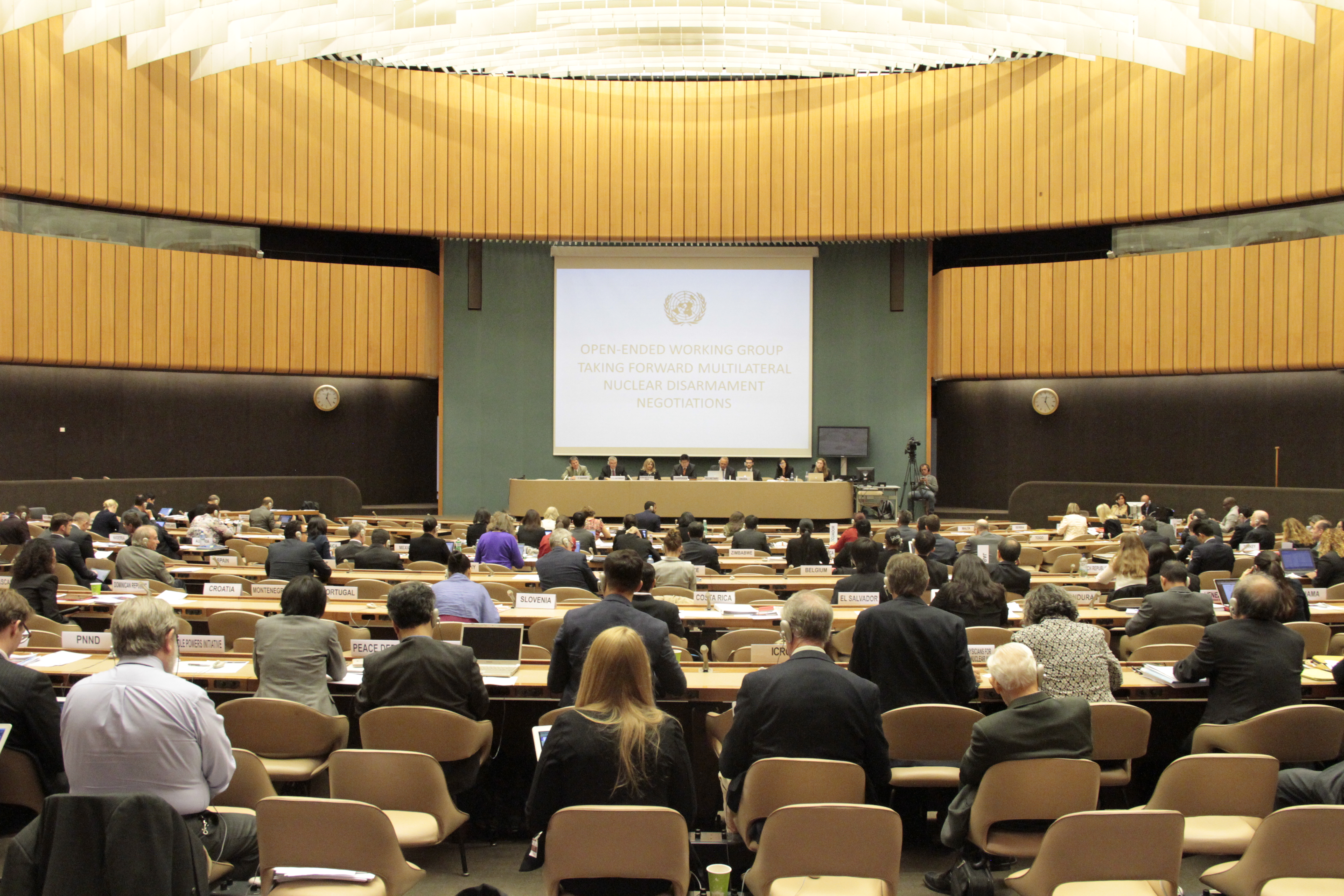
Các quốc gia tranh luận ý tưởng về một hiệp định cấm vũ khí hạt nhân tại Liên Hợp Quốc ở Geneva vào tháng 5 năm 2016.

Các đề xuất về hiệp định cấm vũ khí hạt nhân lần đầu tiên xuất hiện sau hội nghị tổng kết NPT năm 2010, tại đó 5 quốc gia có vũ trang hạt nhân là Hoa Kỳ, Nga, Anh, Pháp và Trung Quốc đã bác bỏ các cuộc gọi bắt đầu đàm phán Về một hiệp định vũ khí hạt nhân toàn diện. Những người ủng hộ giải trừ vũ khí đã đề xuất hiệp ước cấm là một con đường thay thế.
Việc triệu tập ba hội nghị liên chính phủ lớn trong năm 2013 và 2014 về "tác động nhân đạo của vũ khí hạt nhân" ở Na Uy, Mexico và Áo đã tăng cường quyết tâm quốc tế cấm chế tạo vũ khí hạt nhân. Hội nghị lần thứ hai, tại Mêhicô vào tháng 2 năm 2014, kết luận rằng việc cấm một loại vũ khí nhất định thường đi trước, và kích thích sự loại bỏ nó.
Vào năm 2014 một nhóm các quốc gia không phải là quốc gia có vũ trang hạt nhân được gọi là Liên minh Nghị trình mới (NAC) trình bày ý tưởng về một hiệp định cấm vũ khí hạt nhân cho các quốc gia NPT như một "biện pháp hiệu quả" có thể thực hiện Điều VI của NPT, Đòi hỏi tất cả các quốc gia phải theo đuổi các cuộc đàm phán có thiện chí để giải trừ vũ khí hạt nhân. NAC lập luận rằng một hiệp ước cấm sẽ hoạt động "bên cạnh" và "hỗ trợ" NPT. 
Vào năm 2015, Đại hội đồng LHQ đã thành lập một nhóm công tác với nhiệm vụ để giải quyết các biện pháp pháp lý hiệu quả cụ thể, các quy định và định mức pháp lý để đạt được và duy trì một thế giới không có vũ khí hạt nhân. Vào tháng 8 năm 2016, nó thông qua một báo cáo đề xuất các cuộc đàm phán vào năm 2017 về "một công cụ ràng buộc pháp lý để cấm vũ khí hạt nhân, dẫn tới việc loại bỏ hoàn toàn".
Vào tháng 10 năm 2016, Ủy ban đầu tiên của Đại hội đồng Liên hợp quốc đã thực hiện đề nghị này bằng cách thông qua một nghị quyết thiết lập một uỷ quyền cho các cuộc đàm phán thỏa thuận hiệp ước vũ khí hạt nhân vào năm 2017 (với 123 bang đã bỏ phiếu ủng hộ và 38 chống lại và 16 người bỏ phiếu trắng). Lần thứ hai, phiếu bầu xác nhận đã được tiến hành trong một phiên toàn thể của Đại hội đồng vào tháng 12 năm 2016.

### Phiên đàm phán đầu tiên và dự thảo đầu tiên của một hiệp định
Từ ngày 27 đến ngày 31 tháng 3 năm 2017, được triệu tập như "Hội nghị Liên hợp quốc để đàm phán một Công cụ ràng buộc hợp pháp để cấm vũ khí hạt nhân, Hướng tới Xoá bỏ hoàn toàn chúng", một vòng đàm phán đầu tiên đã được tổ chức tại trụ sở của LHQ ở New York với sự tham gia của 132 Quốc gia. Cuối cùng, Chủ tịch hội nghị đàm phán, Elayne Whyte Gómez, đại diện thường trực của Costa Rica cho Liên hiệp quốc tại Geneva, đã gọi việc thông qua một hiệp ước vào ngày 7 tháng 7 "một mục tiêu có thể đạt được". Ray Acheson, giám đốc chương trình giải trừ quân bị của Liên đoàn Quốc tế vì Hòa bình và Tự do, đã đưa ra ý kiến khác nhau của một số tiểu bang về xác minh và sự cần thiết của việc cấm cụ thể, bổ sung về kiểm tra, đe dọa sử dụng vũ khí hạt nhân và vận tải. Ngoài ra, hầu hết các chính phủ muốn cấm lưu trữ vũ khí hạt nhân, nhưng để giải trừ quân bị cho các cuộc đàm phán sau này với các quốc gia có vũ khí hạt nhân.
Tóm tắt các thảo luận, một bản dự thảo hiệp ước cấm ban đầu  đã được Elayne Whyte Gómez trình bày vào ngày 22 tháng 5. Phần CAN của Đức nêu bật Điều 1, 2a cấm bất kỳ việc đặt vũ khí hạt nhân trên lãnh thổ của họ. Do đó, một số quốc gia NATO - Đức, Hà Lan, Bỉ, Ý và Thổ Nhĩ Kỳ - sẽ phải chấm dứt hợp đồng chia sẻ hạt nhân với Hoa Kỳ trước khi có thể ký kết hiệp ước cấm thương lượng. Ngay trong năm 2010, Bundestag của Đức đã quyết định phần lớn là rút bom hạt nhân khỏi Đức, nhưng nó chưa bao giờ được thực thi Ngược lại, vào tháng 6 năm 2017, thư ký bang Sigmar Gabriel xác nhận lại việc đóng quân tại Đức cũng như nguyên tắc cân bằng chống lại Nga. Ông tuyên bố rằng do đó Đức không thể hỗ trợ quá trình cấm. Thành viên duy nhất của NATO tham gia đàm phán hiệp định là Hà Lan.
Điều 1, 1c (trong việc mở rộng Điều 1, 2a) cấm kiểm soát trực tiếp hoặc gián tiếp vũ khí hạt nhân. Việc chấp nhận điều khoản này sẽ ngăn cản một lực lượng hạt nhân chung của châu Âu hoặc tài trợ của Đức và quyết định hạn chế đối với lực lượng Pháp; Cả hai lựa chọn đôi khi được thảo luận.

### Phiên đàm phán thứ hai
Hội nghị lần thứ hai bắt đầu vào ngày 15 tháng 6 và dự kiến kết thúc vào ngày 7 tháng 7 năm 2017. 121 trong số 193 thành viên của Liên Hợp Quốc tham gia đàm phán.
Vào ngày 27 tháng 6, một bản thảo thứ hai đã được xuất bản. Bây giờ nó đưa ra một lựa chọn "tham gia và huỷ diệt chính xác" cho các quốc gia có vũ trang hạt nhân: các quốc gia tham gia hiệp ước "phải nộp, không chậm hơn sáu mươi ngày sau khi đệ trình tuyên bố của mình, một kế hoạch ràng buộc thời gian cho việc hủy diệt và không thể đảo ngược được hạt nhân Chương trình vũ khí phải thương lượng với các quốc gia thành viên "(Điều 4, 1) Tùy chọn "huỷ bỏ và gia nhập" lần thứ hai (Điều 4, 5) chỉ cung cấp hợp tác với IAEA để xác minh tính đúng đắn và đầy đủ của bản kiểm kê vật liệu hạt nhân, không xác minh việc loại bỏ. Điều này đã được thay đổi trong văn bản cuối cùng. Một chủ đề thảo luận khác là chấp nhận rõ ràng về "việc sử dụng năng lượng hạt nhân cho các mục đích hoà bình không có sự phân biệt". Sự xác nhận tương ứng vẫn là một phần của lời mở đầu cuối cùng.
Bản dự thảo thứ ba kể từ ngày 3 tháng 7 năm 2017 cung cấp chữ ký từ ngày 19 tháng 9 năm 2017. Nếu 50 tiểu bang đã phê chuẩn, hiệp ước sẽ có hiệu lực 90 ngày sau đó. Một trở ngại cuối cùng cho thỏa thuận là điều kiện của điều khoản rút quân, có nghĩa là một quốc gia thành viên "trong việc thực hiện chủ quyền quốc gia, [...] quyết định rằng các sự kiện phi thường liên quan đến chủ đề của Hiệp ước đã gây nguy hiểm cho lợi ích tối cao của quốc gia "Quan điểm đa số là điều kiện này là chủ quan, và không có lợi ích an ninh nào có thể biện minh cho nạn diệt chủng, và cũng không thể hủy diệt hàng loạt góp phần vào an ninh. Tuy nhiên, cũng như điều khoản rút quân trung lập không đưa ra lý do không được người thiểu số chấp nhận, điều 17 tương ứng được chấp nhận là một thỏa hiệp. Các biện pháp tự vệ sử dụng tùy tiện là thời kỳ rút quân 12 tháng và cấm rút quân trong một cuộc xung đột vũ trang. 

### Biểu quyết

Biểu quyết Hiệp ước vào ngày 7 tháng 7 năm 2017
Phiếu thuận
Phiếu chống
Phiếu trắng

Cuộc biểu quyết về dự thảo cuối cùng diễn ra vào ngày 7 tháng 7 năm 2017, với 122 phiếu ủng hộ, 1 phiếu chống (Hà Lan) và 1 phiếu trắng (Singapore).
Trong số các quốc gia bỏ phiếu cho việc thông qua hiệp ước là Nam Phi và Kazakhstan, cả hai đều có vũ khí hạt nhân trước đây và đã tự nguyện từ bỏ chúng.

## Thành viên
Tính đến tháng 9 năm 2024, 73 quốc gia đã phê chuẩn, tham gia Hiệp ước cấm vũ khí hạt nhân, gần đây nhất là Indonesia, Sierra Leone và Quần đảo Solomon.

## Lập trường

### Các quốc gia thành viên Liên Hợp Quốc
Những quốc gia đề xướng hàng đầu của hiệp định cấm vũ khí hạt nhân bao gồm Ireland, Áo, Brazil, Indonesia, Mexico, Nigeria, Nam Phi và Thái Lan. Tất cả 54 quốc gia châu Phi (tất cả đều có hoặc đã ký kết hoặc phê chuẩn Hiệp ước Pelindaba năm 1996 thành lập một khu vực không có vũ khí hạt nhân ở lục địa này),, tất cả 33 quốc gia thuộc Mỹ Latinh và Caribê Một khu vực không có vũ khí hạt nhân theo Hiệp ước Tretelolco năm 1967) và tất cả 10 quốc gia thuộc Đông Nam Á đều đăng ký các vị trí chung trong khu vực hỗ trợ cho một hiệp ước cấm. Nhiều quốc đảo Thái Bình Dương cũng ủng hộ.
Không quốc gia có sở hữu vũ khí hạt nhân nào thể hiện sự ủng hộ cho một hiệp ước cấm. Thực tế, một số trong số họ, bao gồm Hoa Kỳ  và Nga, đã bày tỏ sự phản đối rõ ràng.
Nhiều thành viên không sở hữu vũ khí hạt nhân của Tổ chức Hiệp ước Bắc Đại Tây Dương (NATO), cùng với Australia  và Nhật Bản, cũng kháng cự một hiệp ước cấm, vì họ tin rằng vũ khí hạt nhân của Hoa Kỳ tăng cường an ninh của họ. Một số thành viên NATO đã đưa ra một tuyên bố (không bao gồm Pháp, Hoa Kỳ, hoặc Vương quốc Anh, các vũ khí hạt nhân của NATO), tuyên bố rằng hiệp định sẽ "không hiệu quả trong việc loại bỏ vũ khí hạt nhân" Kêu gọi thực hiện tiên tiến Điều VI của Hiệp ước Không phổ biến vũ khí hạt nhân.
Sau khi thông qua, các sứ mệnh thường trực của Hoa Kỳ, Anh và Pháp đã ban hành một tuyên bố chung cho thấy họ không có ý định "ký kết, phê chuẩn hoặc từng tham gia vào nó". Sau khi tuyên bố rằng công cụ này rõ ràng không quan tâm đến thực tế của môi trường an ninh quốc tế, họ cho rằng việc gia nhập "không tương thích với chính sách ngăn chặn hạt nhân là điều cần thiết để giữ hòa bình ở châu Âu và Bắc Á trong hơn 70 năm".

### Ý kiến công chúng
Một số cuộc thăm dò ý kiến gần đây tại một số quốc gia - bao gồm Australia, Đức, 
Hà Lan,
Na Uy, và Thụy Điển đã ủng hộ mạnh mẽ cho việc đàm phán hiệp ước cấm, đối với sự phản đối của chính phủ ở những quốc gia này.

### Xã hội dân sự
Chiến dịch Quốc tế Xóa bỏ Vũ khí Hạt nhân (ICAN), liên minh các tổ chức phi chính phủ, là một tổ chức xã hội dân sự chính hoạt động cùng với các chính phủ để đạt được một hiệp ước cấm mạnh mẽ và hiệu quả..  Phong trào Chữ thập đỏ và Trăng lưỡi liềm đỏ cũng đã thúc đẩy một thỏa thuận để ngăn cấm và loại bỏ vũ khí hạt nhân  mô tả khuyến nghị của nhóm công tác LHQ để đàm phán lệnh cấm vào năm 2017 là "có khả năng lịch sử". Hàng ngàn nhà khoa học trên khắp thế giới đã ký một bức thư ngỏ để hỗ trợ các cuộc đàm phán. 
Xanthe Hall (IPPNW và ICAN) hối tiếc về việc tẩy chay hiệp ước này bởi tất cả các cường quốc hạt nhân và các đồng minh của họ, nhưng cũng có những gợi ý về lịch sử: Hiệp ước Bom mìn hoặc Công ước về Bom, đạn chùm đã được ký kết chống lại các bang có vũ khí như vậy, nhưng cuối cùng Được ký bởi hầu hết các tiểu bang. Theo yêu cầu của một lệnh cấm hạt nhân chỉ có thể làm suy yếu Hiệp ước Không phổ biến vũ khí hạt nhân (NPT) vì các lực lượng hạt nhân đang ngăn chặn các cuộc đàm phán giải trừ vũ khí đa chiều từ năm 1995, thay vào đó đang lên kế hoạch hiện đại hóa và tái vũ trang và do đó từ bỏ trách nhiệm giải trừ quân bị theo NPT, Điều VI. Rồi nguy cơ tăng lên khi phản ứng lại thì các quốc gia khác cảm thấy không bị ràng buộc mạnh mẽ hơn với sự không phổ biến vũ khí hạt nhân. Ngược lại, Hiệp định cấm vũ khí hạt nhân nhằm vào một động thái giải trừ quân số mới, vì thế nó sẽ hồi phục nhiều hơn làm suy yếu NPT.

#### Nghị sĩ

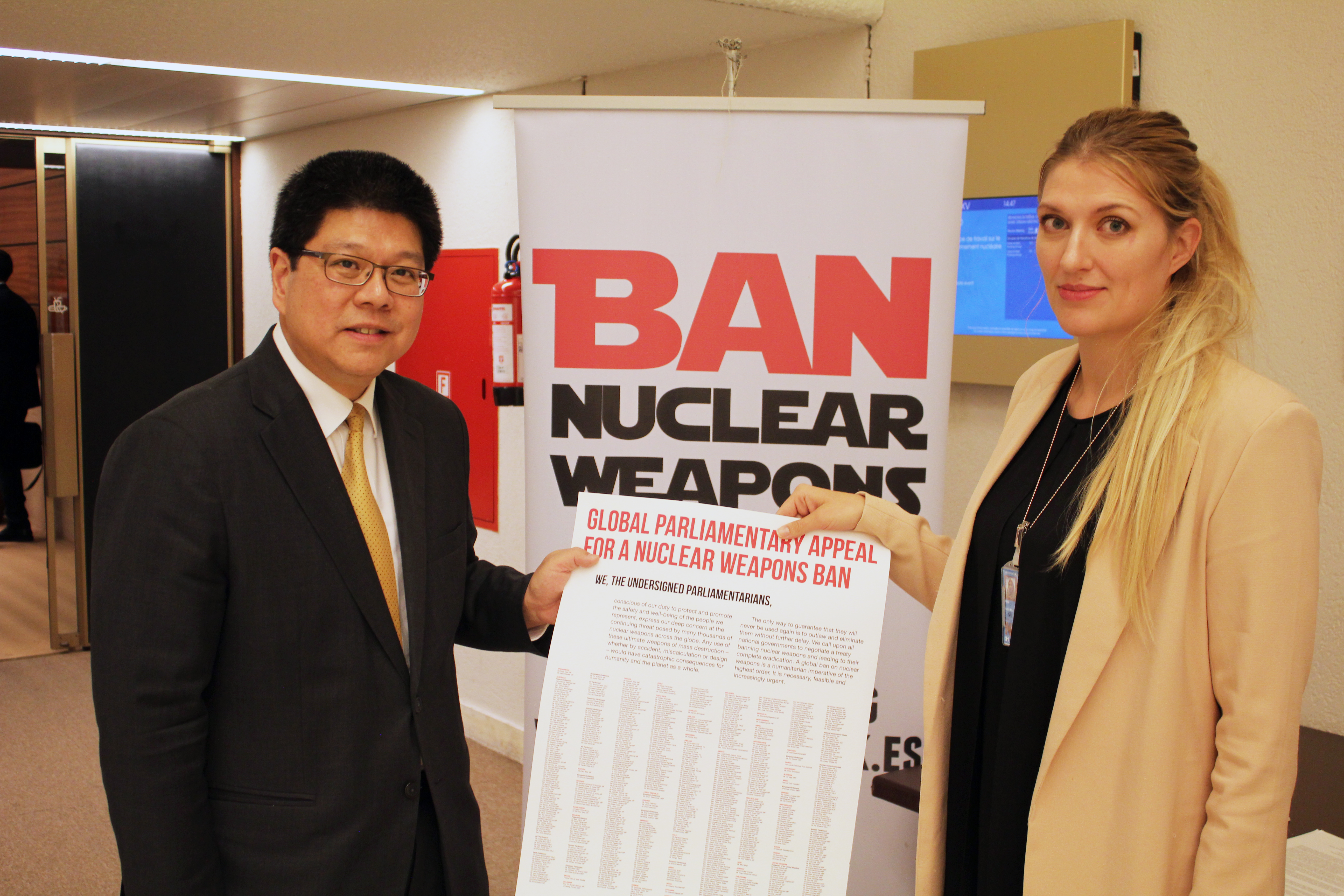
Lời kêu gọi toàn cầu về hiệp định cấm vũ khí hạt nhân do 838 nghị sĩ ký tại 42 quốc gia.

Các đảng chính trị hỗ trợ chính phủ ở các quốc gia thành viên NATO thường chia sẻ việc từ chối các cuộc đàm phán về cấm hạt nhân và hiệp định của các chính phủ của họ. Tuy nhiên, tháng 5 năm 2016, Quốc hội Hà Lan thông qua một đề nghị kêu gọi chính phủ làm việc cho "một lệnh cấm quốc tế về vũ khí hạt nhân". Đầu năm 2016, đa số các nghị sĩ Na Uy đã báo hiệu sự ủng hộ của họ đối với lệnh cấm. Cũng tại Đức, trong năm 2010, Bundestag đã chọn phần lớn để giải tán hạt nhân. Tuy nhiên, Na Uy và Đức đã không tham gia vào các cuộc đàm phán, Hà Lan bỏ phiếu chống lại hiệp ước.
Để đáp lại lời kêu gọi của ICAN, hơn tám trăm nghị sĩ trên khắp thế giới đã cam kết ủng hộ một hiệp ước cấm, kêu gọi "tất cả các chính phủ quốc gia thương lượng một hiệp ước cấm vũ khí hạt nhân và dẫn tới việc loại trừ hoàn toàn" và mô tả nó là, "Khả thi và ngày càng cấp bách". Các quốc gia mà họ đại diện bao gồm các thành viên của cả khu vực không có vũ khí hạt nhân hiện tại của thế giới cũng như các quốc gia NATO. Trong số năm thành viên vĩnh viễn có vũ khí hạt nhân của Hội đồng Bảo an Liên Hợp Quốc, Vương quốc Anh là nước duy nhất có các đại diện được bầu cử hỗ trợ cho sáng kiến này.